# Splatoon
Splatoon (スプラトゥーン, Supuratūn) est un jeu vidéo de tir en vue à la troisième personne, édité par Nintendo sur Wii U et sorti en mai 2015.
Le joueur incarne un « Inkling » ou « Octaling » (disponible dans Splatoon 2 grâce a l'octo expension et dans Splatoon 3) pouvant se transformer en humanoïde (notamment pour tirer) et en calamar ou poulpe pour se déplacer plus rapidement dans l'encre. Celui-ci tire de l'encre avec ses différentes armes et peut nager dans celle-ci sous forme de calamar ou poulpe. Le joueur possède aussi une arme secondaire (bombe, balise, mine, fontaine, détecteur, fiole toxique, etc) et une arme spéciale qui a pour but d’aider l’équipe afin de gagner la partie, ou pour aider le joueur directement.
Une suite intitulée Splatoon 2 est sortie le 21 juillet 2017 sur Nintendo Switch, et un troisième épisode intitulé Splatoon 3 est sorti le 9 septembre 2022 sur cette même console. Un spin-off mettant en scène les idoles de Splatoon 3 (Pasquale, Angie et Raimy) intitulé Splatoon Raiders est prévu sur Nintendo Switch 2.

## Système de jeu

### Généralités
Splatoon est un jeu de tir en vue à la troisième personne en équipe jouable jusqu'à huit joueurs en quatre contre quatre (un par console). Dans le mode de jeu principal (« Guerre de territoire ») le but est de recouvrir la surface du sol d'encre colorée, l'équipe gagnante étant celle qui possède le plus grand territoire « encré ». Les différents modes de jeu permettent à notre personnage d'obtenir de nouveaux bonus sur ses vêtements qui lui garantiront de meilleurs capacités (vitesse de nage dans l'encre, force de frappe, portée des armes secondaires, etc), de gagner de l'argent pour acheter des équipements, ainsi que de monter en niveau, ce qui lui permettra de débloquer de nouvelles armes. Les joueurs incarnent des Inklings ou des Octalings, des personnages humanoïdes pouvant se transformer en calamar ou en poulpe. Dans sa forme humaine le joueur utilise une arme pour projeter de l'encre sur le sol ou attaquer les adversaires. En forme de mollusques il peut se déplacer rapidement à travers l'encre de la couleur de son équipe et il peut également traverser les grilles et monter aux murs. Dans l'encre adverse, il est ralenti et prend des dégâts.
Afin de recouvrir le territoire de jeu, le joueur peut choisir une arme principale parmi différents types : les lanceurs, les rouleaux, les concentraceurs, les seaux, les badigeonner et les blasters. Toutes ces armes possèdent des caractéristiques différentes (la portée, la cadence, les dégâts, le temps de chargement pour certaines armes...). À chacune d'entre elles est assignée une arme secondaire (Bombe splash, bombe gluante, bombe ballon, traqueur, mine, fiole toxique, détecteur, mur d'encre, fontaine et balise de saut,) et une arme spéciale (Bombardement, bouclier, haut perceur, kraken, Lance tornade, missile tornade et sonar), possédant toutes des fonctions et attaques spécifiques. Le joueur a la possibilité de personnaliser son personnage pour améliorer ses statistiques (comme sa vitesse de déplacement ou de rechargement) grâce aux vêtements qu'il porte (il y a jusqu'à 4 emplacements).
La place principale est Chromapolis, c'est là que le joueur peut acheter les armes et équipements, accède aux différents modes de jeu et à l'octo-vallée. Régulièrement,(toutes les deux heures) un flash spécial (« La chronique de Chromapolis ») présenté par Ayo et Oly informe les joueurs des stages disponibles pour les matchs classiques et les matchs pros.
Le Wii U GamePad propose l'affichage complet de la carte de jeu et peut être utilisé pour se déplacer à différents endroits de celle-ci avec des supers sauts.
Le jeu est compatible avec les amiibo. En utilisant un amiibo d'Inkling (garçon, fille ou calamar) sur le GamePad, le joueur reçoit des missions spécifiques à cet amiibo permettant d'obtenir des armes et équipements spéciaux inédits. En utilisant un amiibo Calamazone (Ayo ou Oly) le joueur obtient de nouvelles musiques.
Plusieurs modes de jeu, cartes et armes sont rajoutés au jeu via des mises à jour régulières de la part de Nintendo entre 2015 et 2016,.
| Lanceurs | Rouleaux | Concentraceurs | Blasters | Seaux                                                                                        | Badigeonneurs | Épinceaux                                                                          |
| --- | --- | --- | --- | -------------------------------------------------------------------------------------------- | --- | ---------------------------------------------------------------------------------- |
| | | | |                                                                                              | |                                                                                    |
| Liquidateur Jr. Liquidateur Sr. Liquidateur Liquidateur griffé Liquidateur Wasabi Lanceur héroïque (réplique) Calibre 2000 Calibre 2000 chic N-ZAP 85 N-ZAP 89 N-ZAP 83 Aérogun Aérogun premium Aérogun select Marqueur léger Marqueur léger Néo Nettoyeur XL Nettoyeur XL modifié Arroseur léger Arroseur léger Cétacé Liquidateur pro Liquidateur pro griffé Liquidateur pro framboise Arroseur lourd Arroseur lourd Cétacé Arroseur lourd cerise Calibre 3000 Calibre 3000 chic Marqueur lourd Marqueur lourd Néo Marqueur lourd 7 Nettoyeur duo Nettoyeur duo modifié | Rouleau Rouleau Griffé Rouleau CoroCoro Rouleau héroïque (réplique) Rouleau Carbone Rouleau Carbone Chic Dynamo-Rouleau Dynamo-Rouleau Tesla Dynamo-Rouleau trempé | Concentraceur Concentraceur Bento Concentraceur Zoom Concentraceur W Concentraceur Zoom Bento Concentraceur Zoom W Concentraceur héroïque (réplique) Décap'Express Alpha Décap'Express Béta Décap'Express Gamma Bimbamboum MK I Bimbamboum MK II Bimbamboum MK III Extraceur Extraceur Modifié Extraceur Zoom Extraceur Zoom Modifié | Eclablaster Eclablaster modifiié Eclablaster Nox Eclablaster XL Eclablasteur XL Griffé Proxiblaster Proxiblaster Néo Turboblaster Turboblaster Chic Turboblasteur Pro Turboblaster Pro Chic | Seauceur Seauceur Chic Seauceur Diabolo Dépoteur Dépoteur Nuancé Encrifugeur Encrifugeur Néo | Badigeonneur Badigeonneur Chic Badigeonneur Disco Badigeonneur XS Badigeonneur XS griffé Badigeonneur XS révisé Exteinteur Exteinteur modifié | Épinceau Épinceau nuancé Épinceau permanent Épinceau brosse Épinceau brosse nuancé |

### Modes de jeu
Le jeu propose un mode solo, le mode héros, dans lequel le joueur doit combattre l'armée octarienne, les ennemis des Inklings, afin de sauver l'amiral Macalamar et récupérer le Grand Poisson-charge.
Le mode Dojo propose des défis en duel en multijoueur local (2 joueurs), un joueur utilisant le Wii U GamePad et l'autre le Wii U Pro Controller. L'objectif est d'éclater plus de ballons que l'adversaire. La dernière minute, les ballons ne font plus 1 mais 2 points.
Le mode en ligne permet de jouer avec des joueurs du monde entier, opposant des équipes de quatre joueurs chacune. Deux modes sont disponibles au lancement du jeu : les matches classiques et les matches pro. Les matches classiques proposent le mode Guerre de territoire, dont le but est de recouvrir le plus de terrain possible en trois minutes. Les matches pro contistent de trois modes cyclant toutes les deux heures : le mode Défense de Zone, dont le but est de conserver le plus longtemps possible une petite partie du stage ; le mode Expédition risquée, ajouté début juillet 2015, dont l'objectif est de prendre le contrôle du stand mobile afin de l'amener à l'assaut de la base adverse ; et le mode Mission Bazookarpe, où le but est de récupérer le bazookarpe (un bazooka en forme de carpe permettant de lancer des tornades d'encre) et de l’amener sur un pylône près de la base ennemie en une minute, sinon celui-ci explose et retourne au centre.
Une fois par mois, un évènement, le Festival, oppose deux équipes de différents camps choisis à l'avance autour d'un thème (exemple: Rock contre Pop). le mode Festimatchs, dérivé des matchs classiques, remplace alors les autres modes de jeu. À la fin d'un festival, les joueurs reçoivent des Super-Coquillages selon leur performance.

### Personnages
- Numéro 3 : personnage principal de Splatoon 1, incarné par le joueur;
- L'Amiral Macalamar : aide Numéro 3 dans le mode solo ;
- DJ Octave :  boss final du mode Héros et chef de la société Octarienne ;
- Ayo et Oly : présentatrices de la Chronique de Chromapolis. Elles présentent les nouveautés et les stages actuels. Elles aident Numéro 3[Qui ?] dans l'Octovallée et sont également Numéro 1 et 2.
- Charbitre : chat qui donne le résultat des matchs en ligne. Fournit des objets spéciaux à certains niveaux ;
- Anne : anémone vendeuse d’accessoires à Kamatête.
- Mone : poisson clown et assistant d'Anne ;
- G.Latineux : méduse vendant des vêtements à Octo'Mode ;
- Omar : crevette vendant des chaussures à Crustapied ;
- Cartouche : limule vendant des armes à Marée Armée ;
- Tipik : oursin fournissant et améliorant les équipements grâce aux super-coquillages et aux pièces.
- Octaling : ennemi dans certains niveaux du mode histoire

## Développement

### Genèse
Splatoon est développé par le studio Nintendo EAD Group No. 2. Après s'être occupé de différentes tâches pour le lancement de la Wii U en novembre 2012, comme le développement du menu de la console ou de jeux du lancement comme New Super Mario Bros. U et Nintendo Land, Hisashi Nogami décide de réunir l'équipe pour créer un tout nouveau concept de jeu vidéo. L'objectif était de créer un jeu avec une structure innovante, 14 ans après Pikmin et la dernière apparition de personnages inédits du studio. Parmi plus de soixante-dix idées de création, Shintaro Sato réalise en 2013 un prototype jouable dans lequel des blocs blancs et des blocs noirs, ressemblant à du tofu, s'affrontaient en quatre contre quatre dans le but de voler le territoire de l'autre équipe en utilisant de l'encre,,. À l'origine, un joueur caché dans l'encre ne pouvait pas se déplacer, et la carte du jeu s'affichait alors sur l'écran de télévision tandis que le joueur suivait le tofu sur le Wii U GamePad.
Un des points clés du système de jeu que l'équipe souhaitait mettre en avant est la possibilité de se camoufler pour être invisible des ennemis et pouvoir préparer des attaques furtives. Concernant les personnages jouables, le directeur artistique a esquissé plusieurs idées comme des robots, des lapins, « Macho Men » ou même Mario, mais l'équipe a finalement choisi des jeunes humains pouvant se transformer en calamars à l'aide de deux touches sur le GamePad,,. Pour créer des effets sonores intéressants, l'équipe a enregistré à de nombreuses reprises le son de mucus écrasé pour représenter le son du calamar rentrant dans l'encre.

### Première apparition
Le jeu est dévoilé lors de l'E3 2014, alors que le développement est terminé à seulement 10 %. L'équipe s'est alors attaquée à transformer cette version de démonstration en véritable produit, en créant de nombreuses armes et terrains de jeu, avec de nombreux tests pour permettre un jeu équilibré entre tous les joueurs. Également, un mode à un joueur est implanté durant cette période afin de permettre un apprentissage aux différentes techniques et spécificités du système de jeu pour les joueurs les moins expérimentés à ce genre de jeu. Les mois restant jusqu'à la sortie du jeu ont donc servi à apporter de la profondeur au jeu, aussi bien pour le jeu à un joueur que pour le jeu multijoueur en ligne compétitif.

### Commercialisation
Splatoon est commercialisé le 29 mai 2015 en édition normale et en édition spéciale incluant un exemplaire du jeu et un amiibo Inkling calamar exclusif. Avant la sortie du jeu, Nintendo propose deux sessions de test du mode multijoueur en ligne les 9 et 24 mai 2015,.
Après sa sortie, différents ajouts comprenant de nouveaux modes, stages et armes sont proposés gratuitement. En décembre 2015, les développeurs annoncent la fin de l'ajout de contenu gratuit au jeu, et qu'un ajout payant n'est pas prévu. En février 2016, Hisashi Nogami déclare finalement qu'il y aura de nouveaux ajouts pour le jeu.

## Accueil

### Critique
Splatoon reçoit des critiques globalement positives de la part de la presse spécialisée. Il obtient une moyenne de 81/100 sur Metacritic et de 81,94 %  sur GameRankings.
Le site web Gameblog fait un éloge très enthousiaste du jeu, admirant son originalité, « si rare de nos jours ».

« Splatoon mérite déjà sa place non seulement parmi les meilleurs TPS, mais surtout au panthéon des plus fabuleuses expériences multijoueurs. »

Jeuxvideo.com fait également une critique élogieuse, mais il trouve en revanche que le mode solo est trop « léger » et que « l'absence de chat vocal, pour un jeu du genre, est un vrai manque ».

### Ventes
Au Japon, le jeu se classait à la première place des meilleures ventes lors de sa première semaine de commercialisation avec plus de 144 000 exemplaires écoulés. En juillet 2015, Splatoon devenait le titre le plus téléchargé sur le Nintendo eShop dans le pays.
Au Royaume-Uni, le jeu obtint le titre de nouvelle franchise la plus rapidement vendue sur Wii U, surpassant ZombiU.
En date du 24 juin 2015, Nintendo annonçait avoir écoulé plus d'un million de copies dans le monde, incluant les téléchargements. Le 30 septembre, le jeu s’était écoulé à 2,42 millions d'exemplaires. Trois mois plus tard, le 31 décembre, 4,06 millions de copies du jeu ont été vendues. Le 9 mars 2016, Nintendo annonce que plus d'un million d'exemplaires du jeu ont été vendus en Europe.
Au 30 septembre 2016, le jeu a été vendu à 4,57 millions d'unités.

## Produits dérivés
De nombreux produits dérivés sont sortis dans le monde.

### Peluches
Des coussins représentant des calamars inklings de la marque San-ei sont sortis en 2015 au japon et plus tard en France . Depuis décembre 2015, des peluches représentant un garçon inkling, une fille inkling, Ayo et Oly sont sorties au Japon et en Europe. Une peluche Charbitre est aussi sortie en même temps qu'une autre peluche calamar plus petite et détaillé que l'ancienne.

### Jouets
Diverses figurines sont sorties. Des figurines de la fille inkling et du garçon inkling de World of Nintendo sont sorties aux États-Unis. Des armes miniatures sont aussi sorties au Japon en plusieurs séries. Des armes géantes sont aussi sorties, comme le rouleau et le liquidateur. Nintendo propose dans sa gamme de figurines connectées amiibo une série consacrée aux personnages du jeu Splatoon.

### Manga
Une série de manga Splatoon, créée par Sankichi Hinodeya, est publiée depuis juillet 2016 au Japon. Une deuxième série de manga intitulée Splatoon : Histoires poulpes, créée par Hideki Goto, est terminée en 6 tomes. Le premier tome est sorti en 2017 au Japon.

## Suites
Un deuxième épisode, Splatoon 2, est sorti le 21 juillet 2017 sur la Nintendo Switch. Il reprend le fonctionnement du premier avec quelques nouveautés, notamment Salmon Run, un mode de jeux ou une équipe de quatre joueurs coopèrent afin d'éliminer des boss et de récupérer des œufs.
Un troisième opus, Splatoon 3, est sorti le 9 septembre 2022 sur la Nintendo Switch, ajoutant de nouvelles fonctionnalités.

## Autres apparitions
Les Inklings filles et garçons sont disponibles en tant que pilote dans Mario Kart 8 Deluxe.
Dans Super Smash Bros. for Nintendo 3DS / for Wii U, des costumes d'Inklings apparaissent pour les combattants Mii.
Dans Super Smash Bros. Ultimate, plusieurs Inklings de différentes couleurs sont des combattants jouables.